# La Terre est blonde
Albums de Agnès Bihl
Merci Maman Merci Papa
(2005)
La Terre est blonde est le premier album d'Agnès Bihl, auteur de tous les textes, sorti en 2001. 
Giovanni Mirabassi a réalisé l'arrangement de 13 titres, et a composé la musique de 7 titres, sur les 14 que compte l'album.

## Morceaux
| No  | Titre                             | Paroles    | Auteur                     | Durée |
| --- | --------------------------------- | ---------- | -------------------------- | ----- |
| 1.  | L'enceinte vierge                 | Agnès Bihl | Agnès Bihl                 |       |
| 2.  | La rebelle au bois dormant        | Agnès Bihl | Agnès Bihl                 |       |
| 3.  | Tarpe diem                        | Agnès Bihl | Giovanni Mirabassi         |       |
| 4.  | Les enfants des morts             | Agnès Bihl | Francis Laporte            |       |
| 5.  | Viol au vent                      | Agnès Bihl | Giovanni Mirabassi         |       |
| 6.  | Dieu d'artifice                   | Agnès Bihl | Mikael Guillaume           |       |
| 7.  | Le joli mois de mai               | Agnès Bihl | Jean Dubois                |       |
| 8.  | Ratp humanum est                  | Agnès Bihl | Franck Wöste - Aidj Tafial |       |
| 9.  | À tes souhaits                    | Agnès Bihl | Giovanni Mirabassi         |       |
| 10. | L'amour en poudre                 | Agnès Bihl | Giovanni Mirabassi         |       |
| 11. | Les p'tites misères               | Agnès Bihl | Giovanni Mirabassi         |       |
| 12. | Psychose toujours                 | Agnès Bihl | Giovanni Mirabassi         |       |
| 13. | Fleur du large                    | Agnès Bihl | Giovanni Mirabassi         |       |
|     | Comprend qui peut (morceau caché) | Agnès Bihl | Agnès Bihl                 |       |

Arrangements : Giovanni Mirabassi, sauf 13 : Christophe Boissière.